# Bihaćka oblast
Bihaćka oblast je bila oblast u Kraljevini SHS. Sjedište je bilo u Bihaću. Osnovana je Uredbom o podjeli zemlje na oblasti od 26. lipnja 1922. godine kojim je preustrojena Kraljevina SHS. Ukinuta je Zakonom o nazivu i podjeli Kraljevine na upravna područja od 3. listopada 1929. godine.